# ژان دوشت
ژان دوشت (فرانسوی: Jean Douchet‎؛ زادهٔ ۱۹ ژانویهٔ ۱۹۲۹ - درگذشته ۲۲ نوامبر ۲۰۱۹) یک هنرپیشه، و تاریخ‌نگار اهل فرانسه بود. از فیلم‌ها یا برنامه‌های تلویزیونی که وی در آن نقش داشته است می‌توان به از نفس افتاده، چهارصد ضربه، سلین و ژولی قایق‌سواری می‌کنند، کمدی موقعیت، مامان و روسپی و بازی بی‌رحمانه اشاره کرد.